# Острожская типография

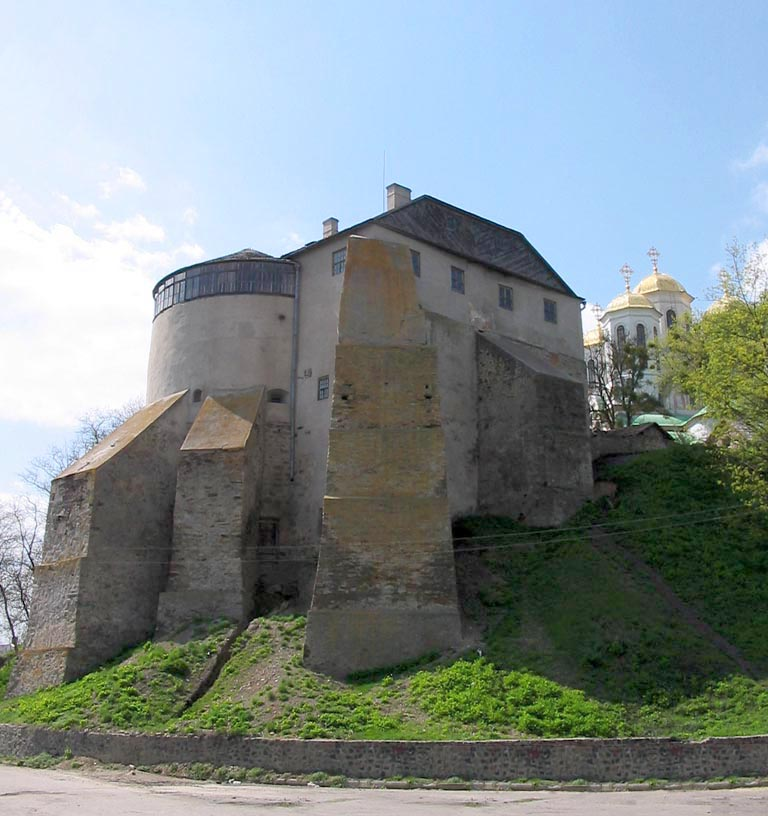
Руины Острожского замка, в котором находилась типография

Острожская типография — один из старейших центров книгопечатания на Руси, основанный в 1577—1579 годах Иваном Фёдоровым по инициативе и на средства князя Константина Острожского.

## История
По данным Огиенко, идея основания типографии зародилась у Острожского под воздействием общения с князем Курбским, который учредил у себя при дворе школу и охотно приглашал к себе учёных. Главной целью Острожского было издание полного текста Библии на церковнославянском языке. Уже с 1570-х годов князь начал искать необходимые для публикации библейские списки, одновременно подыскивая учёных людей, которые были бы способны реализовать этот амбициозный проект.
Около 1574 года Острожский познакомился с московским изгнанником, книгопечатником Иваном Фёдоровым и пригласил к себе на службу в Острог, куда Фёдоров вскоре переехал. Однако печатание пришлось отложить, поскольку имеющиеся списки не отвечали требованиям князя и его учёных людей. Посланцы Острожского объездили множество монастырей в Греции, Сербии, Болгарии, посетили Рим и Константинополь.
Острожский назначил Фёдорова управляющим типографии Дерманского монастыря. Фёдоров проработал там два года, ожидая возвращения всех посланцев князя со списками Библии. Наконец, в 1576 году Фёдоров окончательно возглавляет Острожскую типографию и с помощью Лаврентия Филипповича, возможно во Львове, а не в Остроге, отливает библейские черенки. Типография начала полноценно работать в первой половине 1577 года. Работа началась со знаменитой Острожской библии. Однако труд приостановился на полпути, поскольку основной текст производился Острожской академией слишком медленно.
Тем временем, Острожский распорядился напечатать Новый Завет и Псалтырь, что было осуществлено в 1580 году и стало первой книгой типографии. Одновременно на 52 страницах был напечатан предметный указатель к Новому завету. Полный текст Библии, после многолетней работы, был напечатан 12 августа 1581 года. Острожская библия — важнейшая книга, напечатанная в Остроге. Библия печаталась отдельными частями, что объясняет отдельную пагинацию этих частей (276, 180, 30, 56, 78 листов и 8 листов предисловий, вместе — 628 листов, или 1256 страниц). Библия имела предисловие, написанное князем Острожским. Несколько сот экземпляров Библии Фёдоров продал во Львове.
В 1582 году после конфликта с Острожским Фёдоров возвращается во Львов, однако типография продолжает работать. В целом в ней было напечатано не менее 25 наименований книг.
Судьба Острожской типографии окончательно не выяснена. По одним свидетельствам, она была передана княгиней Анной иезуитам. Существует также мнение, что Лаврская типография началась с типографии Острожской. В 1648 году казаки, разбив польское войско Доминика Заславского, взяли Острог и сожгли костёл, иезуитскую коллегию и типографию.

## Расположение
Острожская типография находилась в предзамке, рядом с Острожской академией, неподалёку от церкви св. Николая. Возможно, неподалёку находилась заложенная князем Острожским мануфактура по производству бумаги.